# Brönnestads församling
Brönnestads församling var en församling i  Lunds stift och i Hässleholms kommun i Skåne län. Församlingen uppgick 2012 i Sösdala församling.

## Administrativ historik
Församlingen har medeltida ursprung.
Församlingen var till 1962 moderförsamling i pastoratet Brönnestad och Matteröd. Från 1962 till 2012 var den annexförsamling i Norra Mellby, Häglinge och Brönnestad som till 1973 även omfattade Tjörnarps församling. Församlingen uppgick 2012 i Sösdala församling.

## Kyrkor
- Brönnestads kyrka